# اسماعیل علیزاده
اسماعیل علیزاده (زادهٔ ۳ اردیبهشت ۱۳۶۶، شیراز) تدوین‌گر ایرانی است. علیزاده با اولین فیلم سینمایی‌اش «شنای‌پروانه» که به عنوان تدوینگر در آن حضور داشت، سیمرغ بلورین بهترین تدوین جشنواره فیلم فجر را از آن خود کرد. که این اتفاق در ادوار گذشته این جشنواره در بین تدوینگران جوان نادر است.

## فیلم شناسی
- مستند خون مردگی (۱۳۹۲)[۱]
- مستند «بختک» (۱۳۹۳)[۲]
- مستند تنها میان طالبان (۱۳۹۴)[۳]
- مستند «دوازده نفر» (۱۳۹۵)[۴]
- مستند آوانتاژ (۱۳۹۶)[۵]
- فیلم کوتاه «آریو والیبال» (۱۳۹۶)[۶]
- فیلم کوتاه «سیندرلا» (۱۳۹۶)[۷]
- فیلم کوتاه بچه‌خور (۱۳۹۷)[۸]
- فیلم کوتاه «با من حرف بزن» (۱۳۹۸)[۹]
- فیلم سینمایی شنای پروانه (۱۳۹۸)[۱۰]
- فیلم کوتاه «دم اژدها» (۱۳۹۸)[۱۱]
- فیلم کوتاه «بی‌ریختی» (۱۳۹۹)[۱۲]
- فیلم کوتاه «همقفس» (۱۴۰۰)[۱۳]
- فیلم سینمایی برف آخر (۱۴۰۰)[۱۴]
- سریال یاغی (۱۴۰۱)[۱۵]
- فیلم سینمایی اسفند (۱۴۰۳)[۱۶]
- فیلم سینمایی صددام (۱۴۰۳)[۱۷]

## جوایز
برنده سیمرغ بلورین بهترین تدوین جشنواره فیلم فجر از سی و هشتمین دوره جشنواره فیلم فجر برای فیلم شنای پروانه به کارگردانی محمد کارت.
برنده تندیس بهترین تدوین از سی و ششمین جشنواره بین‌المللی فیلم کوتاه تهران برای فیلم کوتاه بی‌ریختی به کارگردانی محمد رحمتی.
برنده تندیس ایسفا در بخش بهترین تدوین از یازدهمین دوره جوایز آکادمی فیلم کوتاه ایران (ایسفا) برای فیلم کوتاه بی‌ریختی به کارگردانی محمد رحمتی.